# Région floristique du Cap
Pour les articles homonymes, voir Capensis.
La région florale du Cap, règne floristique du Cap ou Capensis (sur la carte) est une région floristique localisée près de l'extrémité sud de l'Afrique du Sud. Elle constitue, selon le botaniste Ronald Good, la plus petite des six divisions principales du monde quant à la répartition naturelle des espèces végétales terrestres.

## Origines du concept
À la suite des travaux d'Adolf Engler (1879 & 1882), Ludwig Diels a été conduit en 1908 à porter les grandes régions florales, à l'échelle du monde, au nombre de six : Holarktis, Palæotropis, Neotropis, Capensis, Australis et Antarktis
.
Ces divisions floristiques majeures, et en particulier la notion de «région florale du Cap », ont été reprises par Good (1947) puis par Takhtajan (1969)
,
.

## Localisation

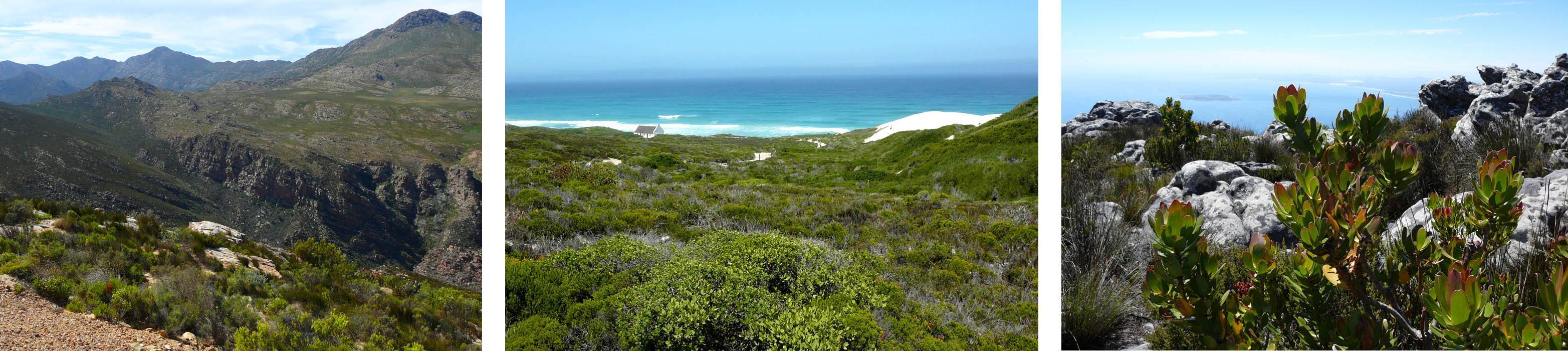
Paysages typiques du royaume floral du Cap : Swartberg Nature Reserve, De Hoop Nature Reserve, Sommet de la Montagne de la Table.

Cette zone biogéographique couvre le sud de la province du Cap-Occidental et le sud-ouest du Cap-Oriental, en Afrique du Sud. Selon Armen Takhtajan qui reprend le système de Ronald Good en divisant les royaumes en régions et en les subdivisant en provinces, la région florale du Cap de Good devient la région florale d'Afrique du Sud et ne comprend que  la seule province floristique du Cap.

## Caractéristiques
Bien que très petite (46 000 km2), cette région offre une grande variété de microclimats grâce à la proximité de la mer et des reliefs très accidentés. Le climat est de type méditerranéen, c'est-à-dire chaud et sec en été, frais et humide l'hiver.
Le sol est globalement pauvre en nutriments, sablonneux, acide et sec, provenant du grès de l'ensemble de la Montagne de la Table. Les zones côtières sont soumises au vent et aux embruns. En montagne, par contre, il n'est pas rare d'observer des gelées voire des chutes de neige. En été la chaleur, la sécheresse et le vent provoquent des incendies détruisant souvent de grandes portions de fynbos : ces feux sont nécessaires pour réduire la densité des broussailles et permettre aux graines de se détacher des fruits ligneux des Proteaceae.

## Botanique
Cette région très originale se caractérise par une végétation broussailleuse sclérophylle, appelée fynbos (terme considéré parfois comme impropre et spécialement utilisé en Afrique du Sud pour désigner le maquis ou macchia) plus ou moins dense selon l'humidité et la nature du sol. Trois familles sont emblématiques de cette zone : Les Proteaceae (protées et apparentées), les Ericaceae (bruyères) et les Restionaceae (restios : sorte de joncs). Mais au-delà on trouve une grande variété de plantes de familles très diverses : plantes bulbeuses (Amaryllidaceae, Iridaceae, Orchidées terrestres type Disa, etc.), plantes succulentes (Aizoaceae, Aloaceae, Euphorbiaceae, Crassulaceae etc.). Au nord de la Péninsule du Cap, le Renosterveld présentent de grandes étendues plates et herbeuses avec peu de broussailles, mais par contre une immense diversité de plantes herbacées, notamment des Aizoaceae et des plantes bulbeuses.

## Diversité

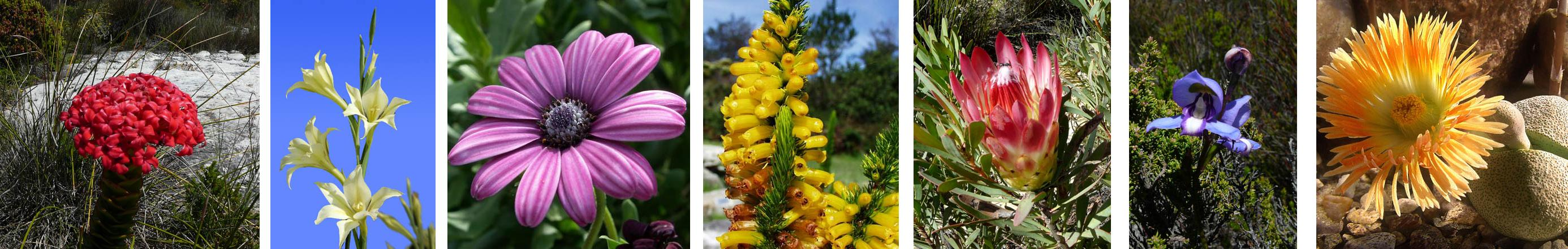
De gauche à droite: Crassula coccinea, Gladiolus tristis, Dimorphotheca ecklonis, Erica paersonii, Protea repens, Disa graminifolia, Pleiospilos nelii.

Cette région se caractérise par une biodiversité et un endémisme exceptionnels à l'échelle d'un territoire aussi peu étendu. Bien qu'étant le plus petit de tous les royaumes floraux, il est aussi l'un des plus riches :
- Environ 70 % des 9 600 plantes trouvées dans cette zone sont endémiques (soit près de 6 200) ;
- 90 % des 83 espèces de Protea ne se trouve que dans la région floristique du Cap ;
- Sur 860 espèces d'Erica, 660 vivent dans le royaume floral du Cap ;
- Bien que les fynbos représentent 2 % de la superficie de l'Afrique australe, ils en supportent 50 % des espèces ;
- 1 plante africaine sur 5 vit dans le royaume floral du Cap ;
- 1 400 espèces sont rares ou menacées par la pression humaine et l'introduction d'espèce étrangères[4].

## Conservation
Tout comme 34 autres régions dans le monde, le royaume floral du Cap est considéré comme un point chaud de biodiversité. Cela veut dire que cette zone est particulièrement riche en espèces tant végétales qu'animales, mais aussi qu'elle est menacée. Les menaces sont diverses. La première est la transformation (33 % de cette région a subi des modifications à différents degrés) des milieux naturels en zones d'agriculture (tout particulièrement pour la viticulture), ainsi que l'introduction de plantes invasives venant d'autres zones méditerranéennes. L'extension des zones urbaines constitue la seconde menace car, d'ici 2025, la population de la ville du Cap devrait doubler.
Cependant, près de 20 % de ce territoire reste vierge de toute action humaine et 14 % est situé dans des parcs nationaux et réserves naturelles. L'une des principales actions - le « Working of Water Programme » - consiste en la destruction de parcelles de végétaux invasifs qui étouffent non seulement la flore indigène, mais absorbent également une grande partie de l'eau et des ressources,.